# Limnocythere glypta
Limnocythere glypta är en kräftdjursart som beskrevs av Dobbin 1941. Limnocythere glypta ingår i släktet Limnocythere och familjen Limnocytheridae. Inga underarter finns listade i Catalogue of Life.